# RASPPPoE
RASPPPOE是一个德国人设计的免费软件，利用Windows原有的「拨号网路」，增加对Point-to-Point Protocol Over Ethernet（PPPoE）通讯协定的支援。